# Günter Riesen

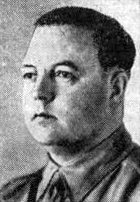
Günter Riesen, ca. 1933.

Günter Riesen (Günther Karl Edgar Wolfgang Riesen) (* 23. September 1892 in Breslau; † 21. Dezember 1951 in Ruppichteroth) hatte Volkswirtschaft und Jura studiert, arbeitete als Prokurist in einer Bank, war ein Nationalsozialist und stieg nach der Machtergreifung 1933 zum Oberbürgermeister von Köln auf.

## Herkunft, Ausbildung, Beruf
Sein Vater Carl Riesen (1854–1935) war Vizepräsident der Deutschen Reichsbahn und trug den Titel Geheimrat. Günter Riesen nahm am Ersten Weltkrieg teil und studierte 1919 bis 1924 Nationalökonomie und Volkswirtschaft in Köln. Riesen promovierte 1922 mit einer wirtschaftswissenschaftlichen Arbeit. Praktische Kenntnisse erwarb er sich nebenbei als Betriebsleiter einer Maschinenfabrik. Günter Riesen war mit einer Schwester des wohlhabenden protestantischen Kölner Fabrikanten Otto Brügelmann verheiratet. Die Familie Riesen führte ein großbürgerliches Leben, so wurden etwa die drei Kinder nicht in die Schule geschickt, sondern erhielten Privatunterricht. 1924/1925 trat Riesen als Prokurist in das jüdische Kölner Bankhaus A. Levy & Co. ein.

## Zeit des Nationalsozialismus
Riesens Frau Grete gehörte schon früh der NSDAP in Köln an. Sie finanzierte die Partei in der Aufstiegszeit der NSDAP, der sogenannten Kampfzeit, da sie als Fabrikantentochter über erhebliche finanzielle Mittel verfügte. Riesen selbst trat der Partei zum 1. Februar 1932 bei (Mitgliedsnummer 894.194). Deswegen und wegen seines Doktorgrades erschien Riesen dem Gauleiter Josef Grohé für einen hohen Posten nach der Machtergreifung geeignet.
Nach den Kommunalwahlen von Sonntag, dem 12. März 1933, hatten NSDAP und die Kampffront Schwarz-Weiß-Rot die absolute Mehrheit unter den Stadtverordneten nur deswegen errungen, weil die Stimmen der Kommunisten für ungültig erklärt wurden. Die Nazis beschlossen, den amtierenden Oberbürgermeister Konrad Adenauer mit Gewalt von seinem Posten zu entfernen, obwohl dessen Amtszeit noch länger dauerte. Adenauer bekam am Wahlabend einen Wink, dass die „SA ihm am Montag, den 13. März ans Leder“ wolle. Die SA besetzte den Eingang zu Adenauers Haus mit einigen Männern. Adenauer wartete die Übergriffe der Schlägertruppe nicht ab, sondern flüchtete unbemerkt nach Berlin. Am Montagmorgen fand in Köln eine große Machtergreifungszeremonie statt. Der Gauleiter Josef Grohé erklärte vom Balkon des Rathauses herab Adenauer für abgesetzt und bestimmte Günter Riesen zum kommissarischen Oberbürgermeister. Unmittelbar danach setzte eine Verleumdungskampagne in Köln ein, in der Adenauer in der Presse der Korruption bezichtigt wurde. Eine führende Figur war dabei Günter Riesen. Adenauer beschwerte sich brieflich bei ihm über die Verleumdungen. Er monierte, dass in der Kölnischen Zeitung vom 18. März 1933 zu lesen gewesen sei, dass nach Mitteilung des städtischen Pressedienstes Zeugenvernehmung und Aktenprüfung ungeheuerliche Korruptionsvorwürfe erbracht hätten und dass er vor der Veröffentlichung dieser Vorwürfe nicht angehört worden sei. Der Staatskommissar Riesen schrieb ihm am 21. März 1933 in seiner Antwort:  
...In der Nachprüfung Ihrer Amtsgeschäfte sind der Sonderkommissar und ich weiter in die Affäre eingedrungen, als Sie anzunehmen scheinen. Die veröffentlichten Fälle sind erst ein Anfang,...Ihre vorherige Anhörung ist nicht erforderlich, die nackten Tatsachen sprechen für sich. ....Sie erwarten von mir Loyalität, die muss ich Ihnen leider versagen;...denn sie sind ein Verbrecher, Herr Adenauer, ein Verbrecher an dem Volk, das Ihnen anvertraut war, das Sie durch Ihre Schuld in schrecklichste Not gebracht haben, ein Verbrecher an der Stadt, die sie ruiniert haben... Sie sind der Angeklagte, ich bin Ihr Ankläger, und das Volk ist Ihr Richter. Das ist die Lage zwischen uns.

Riesen.

Am 4. April 1933 wurde ein offizielles Dienststrafverfahren gegen Adenauer eingeleitet, das am 4. Juni 1934 eingestellt wurde, ohne dass eine Schuld Adenauers festgestellt wurde.

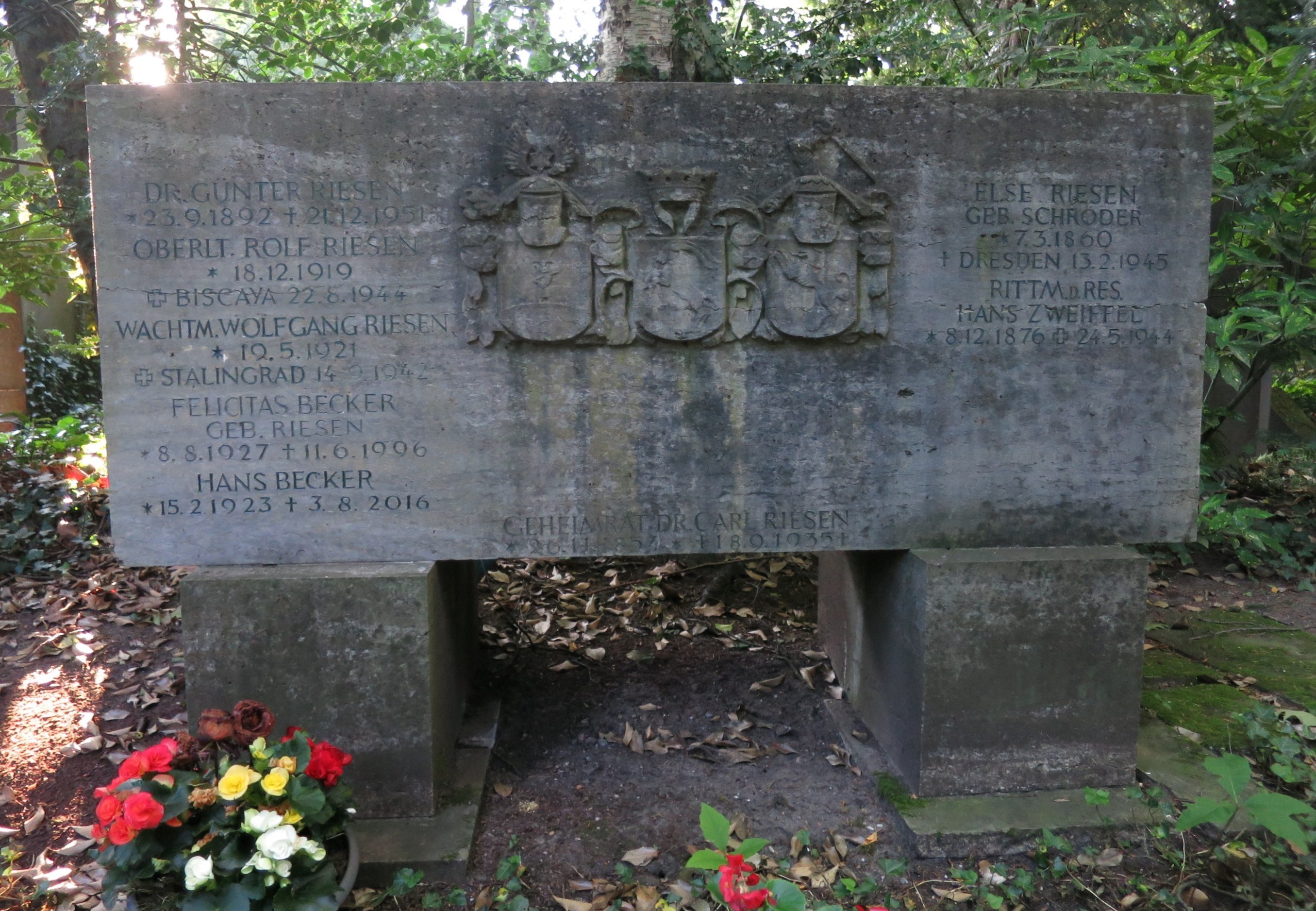
Grabstätte der Familie Riesen

Riesen bekämpfte nicht nur Anhänger der Demokratie, sondern er stellte auch Menschen nach, die er für Juden hielt. Er betätigte sich als Antisemit. So verhängte der neue Oberbürgermeister der Stadt Köln am 27. März 1933  in einem Runderlass ein allgemeines Verbot von Zeitungsinseraten jüdischer Unternehmer. Betroffen waren davon besonders die Bankhäuser Sal. Oppenheim und A. Levy. Pikant war das, da Riesen Prokurist von A. Levy gewesen war.
Riesen verlor seinen Posten im Jahr 1936 wegen nicht versteuerter Kapitaleinnahmen auf Schweizer Bankkonten. Aber schon 1938 wurde er zum Landrat des Landkreises Merseburg bestimmt, 1942 erhielt er eine Landratsstelle im ebenfalls preußischen Landkreis Breslau. Nach 1945 verlor er durch die nicht gewährte 'Entnazifizierung' seinen Pensionsanspruch.
Riesen wurde für die Kriegsmarine aktiviert und war von September 1939 bis Januar 1940 Chef der 11. Vorpostenflottille. Anschließend war er Marinenachrichtenoffizier Travemünde. Am 1. September 1940 wurde er Korvettenkapitän d. R. Von September 1941 bis März 1942 war er Kommandeur des 3. Ausbildungsabteilung für Kriegsschiffneubauten und anschließend bis März 1943 Kommandeur der 17. Schiffsstammabteilung. Bis Januar 1944 diente er im Stab des Marinegruppenkommandos Süd und wurde dann bis März 1945 Hafenkommandant Pola. Bis Kriegsende war er zur Verfügung des Marineoberkommandos Ost gesetzt. 1946 wurde er aus der Kriegsgefangenschaft entlassen.
Riesen starb 1951 im Alter von 59 Jahren. Er wurde im Familiengrab auf dem Kölner Friedhof Melaten (Flur 64a) beigesetzt.